# Egy éjszaka
Az Egy éjszaka (ひとよ; Hitojo; Hepburn: Hitoyo; angol címén: One Night) 2019. november 8-án bemutatott japán filmdráma, melyet Siraisi Kazuja rendezett Kuvabara Júko színpadi művéből. Magyarországon a Japán Alapítvány mutatta be a Covid19-pandémia miatt online megtartott JFF PLUS Online Japán Filmfesztiválon 2021 februárjában magyar felirattal.

## Cselekmény
Az Inamura család taxivállalkozást működtet, az anya rengeteget dolgozik sofőrként, miközben a férje alkoholizál és brutálisan veri a három gyereküket. Egy esős éjjelen az asszony nem bírja tovább és kocsival átgázol a férjén, hogy megvédje a gyerekeit és ezentúl szabadon élhessenek és azt tehessenek, amit akarnak. Börtönbe kerül, de szabadulása után nem megy azonnal haza. 15 évvel a gyilkosság után a céget egyik rokonuk vezeti, miközben a három felnőtt gyerek sorsa nem egészen úgy alakult, ahogy az asszony remélte. Az elsőszülött, Hiroki beszédhibája miatt nem mehetett rendes céghez dolgozni, egy kis vállalkozása van, feleségével épp válnak. A második fiú, Júdzsi író akart lenni, most egy pornómagazinba ír cikkeket, miközben titokban az anyja és a családja történetét dolgozza fel, hogy híres újságíró lehessen. Testvéreivel alig beszél. Szonoko, a legfiatalabb lány hoszteszmunkákat vállal és egész nap iszik és balhézik. Amikor az anya 15 év után váratlanul visszatér a diszfunkcionális családba, kínos teherként nehezedik a gyerekekre és az asszonyra is a múlt. Bár az anya úgy hitte, megmentette gyermekeit a brutális apjuktól, Júdzsi és Hiroki nem így érez, különösen Júdzsi neheztel nagyon az asszonyra.

## Szereplők
- Szató Takeru: Inamura Júdzsi
- Szuzuki Rjóhei: Inamura Hiroki
- Macuoka Maju: Inamura Szonoko
- Tanaka Júko: Inamura Koharu
- Otoo Takuma: Marui Szuszumu
- Szaszaki Kuranoszuke: Dósita Micsio